# Ягичев златоуст
Ягичевият златоуст е среднобългарски пергаментен ръкопис от началото на ХІV в.
Носи името на слависта Ватрослав Ягич, който го закупува ок. 1890 г. и обнародва първото изследване за него.
По-рано се е пазел в Синайския манастир. Сега се намира в Руската национална библиотека (№ Q.п.I.56) – с изключение на 1 лист, принадлежащ на Националната библиотека на Франция в Париж (Paris. Slav. 65, fol. 5).
Ръкописът съдържа предимно проповеди (слова) на Йоан Златоуст в славянски превод, но включва също няколко произведения на Климент Охридски и на Йоан Екзарх и най-старите познати славянски текстове на два новозаветни апокрифа. Украсен е със заставки и зооморфни (зверообразни) начални букви.